# Trips (Album)
Trips ist die fünfte Studioalbum der deutschen Post-Rock-/Post-Metal-Band Long Distance Calling. Es erschien am 29. April 2016 über InsideOut Music und ist das erste Studioalbum mit dem Sänger Petter Carlsen.

## Entstehung

### Songwriting
Die Band begann im Jahre 2015 mit den Arbeiten an ihrem neuen Album. Zunächst trafen sich die Musiker für Jamsessions in ihrem Proberaum. Allerdings erreichte die Band nicht die richtige Stimmung, um ihrer Kreativität freien Lauf zu lassen. Als Konsequenz daraus zogen sich die Musiker für drei Sessions in die einsame Natur zurück, um konzentriert arbeiten zu können. Hierfür fuhr die Band in die Niederlande, in den Harz und nach Rheinland-Pfalz. Durch die Abgeschiedenheit der aufgesuchten Orte konnten die Musiker fokussiert an den neuen Liedern arbeiten, da man dort laut dem Gitarristen Florian Füntmann nicht mehr machen konnte als Musik und Essen.
Allerdings wurden die Musiker durch diverse Schicksalsschläge gestört, da innerhalb eines Dreivierteljahres fünf Menschen aus dem engeren Bandumfeld verstarben. Laut dem Bassisten Jan Hoffmann mussten einige Mitglieder noch während der Studioaufnahmen Bestattungen organisieren. Der Gitarrist Florian Füntmann fügte hinzu, dass die Musiker mit dem Album all die negativen Gefühle des vergangenen Jahres konservieren konnten. Darüber hinaus öffnete sich die Band laut Jan Hoffmann bewusst für neue musikalische Stile und wagte dabei zahlreiche Experimente. Zum ersten Mal in der Bandgeschichte schrieben die Musiker mehr Musik, als sie für das Album verwendeten.
Insgesamt hatte die Band am Ende des Songwritingprozesses rund neunzig Minuten Material zusammen. Danach wurden einige Lieder noch umarrangiert, während andere Ideen verworfen wurden. Im Rahmen einer Vorproduktion nahmen die Musiker Demos auf, die erst einmal zwei bis drei Monate liegen gelassen wurden, bevor die eigentlichen Aufnahmen begannen. Das Konzept für die Texte wurde von Florian Füntmann und Jan Hoffmann entwickelt.

### Aufnahmen
Aufgenommen wurde Trips in den Principal Studios in Senden. Produziert wurde das Album von Vincent Sorg. Laut Jan Hoffmann wollte die Band das Album in der Nähe der Wohnorte der Musiker in Münster bzw. Dortmund aufnehmen. Nach einem Telefonat und einem persönlichen Gespräch fiel die Wahl auf Vincent Sorg, der zuvor mit Bands wie In Extremo, den Toten Hosen oder den Broilers gearbeitet hat. Sänger Martin Fischer spielte für das Album Keyboard und Soundeffekte ein. Da er sich in Zukunft mehr um sein Privatleben konzentrieren wollte, verließ er nach Abschluss der Aufnahmen die Band. Neuer Sänger wurde der Norweger Petter Carlsen.
Carlsen hatte bereits auf den Vorgängeralbum The Flood Inside das Lied Welcome Change im Duett mit dem Anathema-Sänger Vincent Cavanagh eingesungen. Im Gegensatz zu den früheren Studioalben, wo die einzelnen Instrumente nacheinander aufgenommen wurden, waren bei den Aufnahmen für Trips alle Musiker ständig anwesend. Laut Jan Hoffmann konnte die Band etwaige Verbesserungen an den Liedern sofort umsetzen. Die bereits fertigen Texte wurden laut Jan Hoffmann im Studio noch umarrangiert. Insgesamt dauerten die Aufnahmen für das Album zwischen vier und fünf Wochen.

### Veröffentlichung
Das Albumcover sowie das Artwork wurden von Martin Großmann angefertigt.
Da auf dem Album teilweise eine nackte Frau zu sehen ist äußerte Jan Hoffmann zunächst die Befürchtung, dass Facebook das Bild nicht zulassen würde. Dies trat allerdings nicht ein. Das Album erschien auf CD, als Download sowie auf goldenem, silbernem und auf transparentem Vinyl. Exklusiv über den Online-Versandhändler Amazon.com wurde eine limitierte Vinylbox vertrieben. Diese enthält das Album auf zwei transparenten Langspielplatten, auf CD sowie eine 7″-Single mit den exklusiven Bonustracks Escape und Echo.
Für das Lied Getaway wurde ein Musikvideo gedreht, bei dem der deutsche Schauspieler Ralf Richter (u. a. Das Boot oder Bang Boom Bang – Ein todsicheres Ding) mitspielt. Die Inspiration für das Video holte sich die Band, als sie den Film Rocky sahen und sich dazu entschlossen, Musik dazu zu machen. Ein weiteres Video wurde für das Lied Trauma gedreht.

## Titelliste
Der Albumtitel Trips hat laut Jan Hoffmann mehrere Bedeutungen. Zum einen bezog er sich auf die Musik, in der sich die Hörer verlieren kann. Eine andere Bedeutung bezieht sich auf den Entstehungsprozess des Albums, in dem sich die Musiker an verschiedene Plätze wie ein abgeschiedenes Haus oder eine Berghütte zurückgezogen haben. Die Hauptidee hinter dem Albumtitel sind Zeitreisen, die ein Mensch in seinen Träumen durchführt.

„Trips steht synonym für Träume. In den Texten spielen wir aus unterschiedlichen Perspektiven auf Träume an – dass man im Traum die eigene Persönlichkeit wechselt oder in seine Kindheit zurückreist oder sich sogar in die Zukunft begibt. Wir wollten dieses Thema aber nicht auf einer Science-Fiction-Ebene, sondern eher auf der gefühlsmaßigen angehen.“

In Reconnect geht es um einen Familienvater, der eines Tages feststellt, dass er in seinem Leben viel falsch gemacht hat und vielen Menschen wehgetan hat. Er hofft, dass er die Situation noch retten kann, bevor es zu spät ist. Flux endet mit einem Zitat aus Douglas Adams’ Roman Der elektrische Mönch.

## Rezeption

### Rezensionen
Das deutsche Magazin Metal Hammer kürte Trips zum Album des Monats. Laut Tom Küppers würde „die Stimme des neuen Sängers Petter Carlsen den neuen Songs einen ganz bestimmten Reiz verleihen“, der sich „ausgezeichnet mit einer gesteigerten Eingängigkeit verträgt“. Das neue Material „fühlt sich runder, überlegter und reflektierter an“. Die Band „ignoriert alle Erwartungen und liefert ein weiteres Meisterwerk ab“. Küppers bewertete das Album mit sieben von sieben Punkten. Für Peter Kubaschk vom Onlinemagazin Powermetal.de stellte sich die Verpflichtung von Petter Carlsen als neuen Sänger als die „bestmögliche Wahl für Trips heraus“. Während Kubaschk das Vorgängeralbum „auch mal ohne die Gesangsnummern gehört hat“ wäre dies beim neuen Album „unvorstellbar“. Da „auf allen Ebenen geglänzt wird“ vergab Kubaschk 9,5 von zehn Punkten.
Kritisch zeigte sich Felix Mildner vom Onlinemagazin Plattentests. Seiner Meinung nach hat das Album das „generelle Problem, dass viele der ausgewählten Puzzleteile nicht so recht zusammenpassen wollen“. Dann würden „Formen verzerrt und Kanten geglättet“, wofür Mildner fünf von zehn Punkten vergab. Auch Daniel Thomas vom Onlinemagazin laut.de bewertete das Album negativ. Das Album „wirkt in der Summe ungelenk, unüberlegt aber vor allem überholt“. Würde die Band es „mit Trips nicht so ernst meinen könnte das Album als Persiflage durchgehen“. Insgesamt bezeichnete Thomas das Album „als Trip der unangenehmen Sorte, frei von jeder Suchtgefahr“.

### Chartplatzierungen
| ChartsChartplatzierungen | Höchstplatzierung | Wochen |
| ------------------------ | ----------------- | ------ |
| Deutschland (GfK)        | 23 (1 Wo.)        | 1      |
| Schweiz (IFPI)           | 66 (1 Wo.)        | 1      |

Darüber hinaus belegte das Album Platz sieben der deutschen Vinylcharts.

### Auszeichnungen
Das Redaktion des deutschen Onlinemagazins Powermetal.de wählte Lines zum zweitbesten Song des Jahres und musste sich lediglich Recharging the Void von der Band Vektor geschlagen geben. In der Kategorie „Album des Jahres“ belegte Trips Platz 19. Die Deutsche Phono-Akademie zeichnete Trips als beste Produktion im Bereich Rock/Metal aus.

## Trips Tour
Die folgende Tabelle beinhaltet alle Konzerte, die Long Distance Calling während ihrer Trips Tour spielten. Die Tour begann am 28. April 2016 in ihrer Heimatstadt Münster und endete am 13. Mai 2016 in Milton Keynes. Die Tour führte die Band durch acht deutsche Städte sowie viermal in das Vereinigte Königreich sowie jeweils einmal nach Frankreich, die Niederlande und die Schweiz. Als Vorgruppen waren bis zum 6. Mai Tiny Fingers, danach Rendezvous Point sowie bei allen Konzerten der Sänger Petter Carlsen dabei.
| Datum          | Stadt         | Veranstaltungsort     |
| -------------- | ------------- | --------------------- |
| 28. April 2016 | Münster       | Skaters Palace        |
| 29. April 2016 | Hamburg       | Uebel & Gefährlich    |
| 30. April 2016 | Rostock       | Mau Club              |
| 2. Mai 2016    | Leipzig       | UT Connewitz          |
| 3. Mai 2016    | Berlin        | Musik & Frieden       |
| 4. Mai 2016    | Köln          | Kulturkirche          |
| 5. Mai 2016    | München       | Backstage Halle       |
| 6. Mai 2016    | Karlsruhe     | Substage              |
| 7. Mai 2016    | Aarau         | KiFF                  |
| 8. Mai 2016    | Paris         | Le Batofar            |
| 9. Mai 2016    | Tilburg       | 013                   |
| 10. Mai 2016   | London        | Boston Music Room     |
| 11. Mai 2016   | Bristol       | Exchange              |
| 12. Mai 2016   | Leeds         | Brudenell Social Club |
| 13. Mai 2016   | Milton Keynes | Craufurd Arms         |